# Kristen Scott
Kristen Scott (San Diego, California; 13 de marzo de 1995) es una actriz pornográfica, modelo erótica y camgirl estadounidense.

## Biografía
Nació en San Diego, en el estado de California. Trabajó unos meses como camgirl para la web MyFreeCams. Decidió abandonarlo y trasladarse a Los Ángeles para ponerse en contacto con una agencia de modelos, que le abrió la puerta a la industria pornográfica, en la que debutó como actriz en 2016, a los 21 años de edad.
Ha trabajado para productoras como Jules Jordan Video, Mofos, Twistys, Girlsway, Zero Tolerance, Digital Sin, Brazzers, Evil Angel, Girlfriends Films, New Sensations, Pure Taboo, Vixen, Burning Angel, Tushy, Blacked, Adam & Eve o Wicked, entre otras.
Realizó su primera escena de sexo anal en 2016 en la película First Anal 3. En 2018 grabó su primera doble penetración en Nerd's Revenge.
En 2018 fue nominada en los Premios AVN y XBIZ en las categorías de Mejor actriz revelación. Destacó también por su trabajo en la película Half His Age: A Teenage Tragedy, por las que ganó los premios AVN y XBIZ a Mejor actriz de reparto.
Así como por Hollywood Hills Hijinx, que le dio las nominaciones en los AVN a la Mejor escena de sexo lésbico y en los XBIZ a la Mejor escena de sexo en película de todo sexo.
Dejó apartada su carrera en 2023, tras serle diagnosticada una endometriosis que le hacía imposible, por los dolores que sentía, cualquier tipo de grabación. Después de una primera intervención quirúrgica que no arregló la dolencia, en marzo de 2024, aún en baja, su pareja, el actor y director transgénero Nikki Hearts, lanzó una campaña en GoFundMe para recaudar fondos para poder operarse nuevamente, lo que pudo realizar en junio de ese mismo año.
Como actriz llegó a rodar más de 600 películas como actriz.
Alguno de sus trabajos destacados son Anal Cuties 7, Bound For Sex 2, Creamy Teens, Dirty Dolls, Family Friendly, Fidget Spinners, Hookup Hotshot Clickbait, Lesbian Group Fuck Fest, Mom Knows Best 5 o Stuffing the Student.

## Premios y nominaciones
| Año  | Ceremonia    | Resultado | Premio                                               | Trabajo                          |
| ---- | ------------ | --------- | ---------------------------------------------------- | -------------------------------- |
| 2017 | Premios AVN  | Nominada  | Mejor escena de sexo lésbico                         | First Lesbian Summer             |
| 2017 | Premios AVN  | Nominada  | Premio fan: Debutante más caliente                   | —                                |
| 2018 | Premios AVN  | Nominada  | Mejor actriz revelación                              | —                                |
| 2018 | Premios AVN  | Ganadora  | Mejor actriz de reparto                              | Half His Age: A Teenage Tragedy  |
| 2018 | Premios AVN  | Nominada  | Mejor escena de sexo chico/chica                     | Bound For Sex 2                  |
| 2018 | Premios AVN  | Nominada  | Mejor escena de sexo lésbico                         | Hollywood Hills Hijinx           |
| 2018 | Premios AVN  | Nominada  | Mejor escena de trío M-H-M                           | Half His Age: A Teenage Tragedy  |
| 2018 | Premios AVN  | Nominada  | Mejor escena escandalosa de sexo                     | Indirect Relations               |
| 2018 | Premios AVN  | Nominada  | Mejor escena de sexo en realidad virtual             | Kristen's Naughty Workout Treats |
| 2018 | Premios XRCO | Nominada  | Mejor actriz revelación                              | —                                |
| 2018 | Premios XBIZ | Nominada  | Mejor actriz revelación                              | —                                |
| 2018 | Premios XBIZ | Ganadora  | Mejor actriz de reparto                              | Half His Age: A Teenage Tragedy  |
| 2018 | Premios XBIZ | Nominada  | Mejor escena de sexo en película protagonista        | Half His Age: A Teenage Tragedy  |
| 2018 | Premios XBIZ | Nominada  | Mejor escena de sexo en película vignette            | Natural Beauties 2               |
| 2018 | Premios XBIZ | Nominada  | Mejor escena de sexo en película de todo sexo        | Hollywood Hills Hijinx           |
| 2019 | Premios AVN  | Nominada  | Artista femenina del año                             | —                                |
| 2019 | Premios AVN  | Nominada  | Mejor actriz                                         | Camgirl                          |
| 2019 | Premios AVN  | Nominada  | Mejor escena de doble penetración                    | The Nerd’s Revenge               |
| 2019 | Premios AVN  | Nominada  | Mejor escena de sexo en grupo                        | Anne: A Taboo Parody             |
| 2019 | Premios AVN  | Nominada  | Mejor escena de sexo lésbico                         | School's Out                     |
| 2019 | Premios AVN  | Nominada  | Mejor escena de sexo lésbico en grupo                | Duplicity                        |
| 2019 | Premios AVN  | Nominada  | Mejor escena de sexo oral                            | My Wife's First Blowbang         |
| 2019 | Premios AVN  | Nominada  | Premio fan: Artista femenina favorita                | —                                |
| 2019 | Premios XBIZ | Nominada  | Artista femenina del año                             | —                                |
| 2019 | Premios XBIZ | Nominada  | Mejor actriz protagonista                            | Camgirl                          |
| 2019 | Premios XBIZ | Nominada  | Mejor actriz en película lésbica                     | Catfish                          |
| 2019 | Premios XBIZ | Nominada  | Mejor actriz de reparto                              | Anne: A Taboo Parody             |
| 2019 | Premios XBIZ | Nominada  | Mejor escena de sexo en película lésbica             | Catfish                          |
| 2019 | Premios XBIZ | Nominada  | Mejor escena de sexo en película parodia             | Family Holiday                   |
| 2019 | Premios XBIZ | Nominada  | Mejor escena de sexo en película protagonista        | The Puppeteer                    |
| 2020 | Premios AVN  | Nominada  | Artista femenina del año                             | —                                |
| 2020 | Premios AVN  | Nominada  | Mejor actriz                                         | Teenage Lesbian                  |
| 2020 | Premios AVN  | Nominada  | Mejor actriz en mediometraje                         | For Your Own Good                |
| 2020 | Premios AVN  | Nominada  | Mejor actuación solo / tease                         | Teenage Lesbian                  |
| 2020 | Premios AVN  | Nominada  | Mejor escena escandalosa de sexo                     | I Love Evil                      |
| 2020 | Premios AVN  | Nominada  | Mejor escena de sexo lésbico en grupo                | Girlcore                         |
| 2020 | Premios AVN  | Ganadora  | Mejor escena de sexo lésbico                         | Teenage Lesbian                  |
| 2020 | Premios XBIZ | Nominada  | Artista femenina del año                             | —                                |
| 2020 | Premios XBIZ | Ganadora  | Mejor actriz en película lésbica                     | Teenage Lesbian                  |
| 2020 | Premios XBIZ | Nominada  | Mejor actriz protagonista                            | Teenage Lesbian                  |
| 2020 | Premios XBIZ | Ganadora  | Mejor actriz en película de temática erótica         | Greed, Love and Betrayal         |
| 2020 | Premios XBIZ | Nominada  | Mejor escena de sexo en película lésbica             | Teenage Lesbian                  |
| 2020 | Premios XBIZ | Nominada  | Mejor escena de sexo en película lésbica             | I Love Evil                      |
| 2020 | Premios XBIZ | Nominada  | Mejor escena de sexo en película tabú                | For Your Own Good                |
| 2020 | Premios XBIZ | Nominada  | Mejor escena de sexo en película de temática erótica | Greed, Love and Betrayal         |
| 2021 | Premios AVN  | Ganadora  | Mejor escena de sexo en cuarentena                   | Teenage Lesbian: One Year Later  |
| 2021 | Premios AVN  | Nominada  | Mejor escena de sexo lésbico                         | Paranormal                       |
| 2021 | Premios AVN  | Ganadora  | Mejor escena de sexo lésbico en grupo                | Paranormal                       |